# Хематом носне преграде
Хематом носне преграде се ствара услед повреде носа, када може доћи до излива крви између хрскавице и перихондријума.

## Узрок настанка
Фрактура носне преграде најчешће настаје услед ударца, повреде и то њеног предњег хрскавичавог дела. Може да настане и при операцијама на септуму, као и код неких поремећаја крви.

## Клиничка слика
Хематом најчешће настаје обострано и некада у потпуности опструише носне ходнике. Услед тога настају симптоми у виду отежаног дисања на нос, главобоље и сл. Инспекцијом се види увећана носна пирамида, а риноскопијом се виде тумефакти модре боје у обе ноздрве, који на додир флуктуишу. Приликом пункције се добија свежа крв.

## Дијагноза
Дијагноза се поставља на основу анамнезе, клиничке слике, ОРЛ прегледа (предња риноскопија).

## Лечење
Неопходно је што пре извршити евакуацију хематома уз примену антибиотика, да би се превенирала инфекција и стварање апсцеса. Ради се инцизија хематома уз аспирацију крви, а затим се врши тампонада носних ходника, како би се спречило поновно стварање хематома.